# Marcus Magrius Bassus
Marcus Magrius Bassus war ein Politiker der römischen Kaiserzeit. Er ist inschriftlich und in den Fasten (etwa dem Chronographen von 354) gemeinsam mit Lucius Ragonius Quintianus als Konsul des Jahres 289 n. Chr. belegt.